# Tepe Giyan
Koordinaten: 34° 10′ 53″ N, 48° 14′ 37″ O

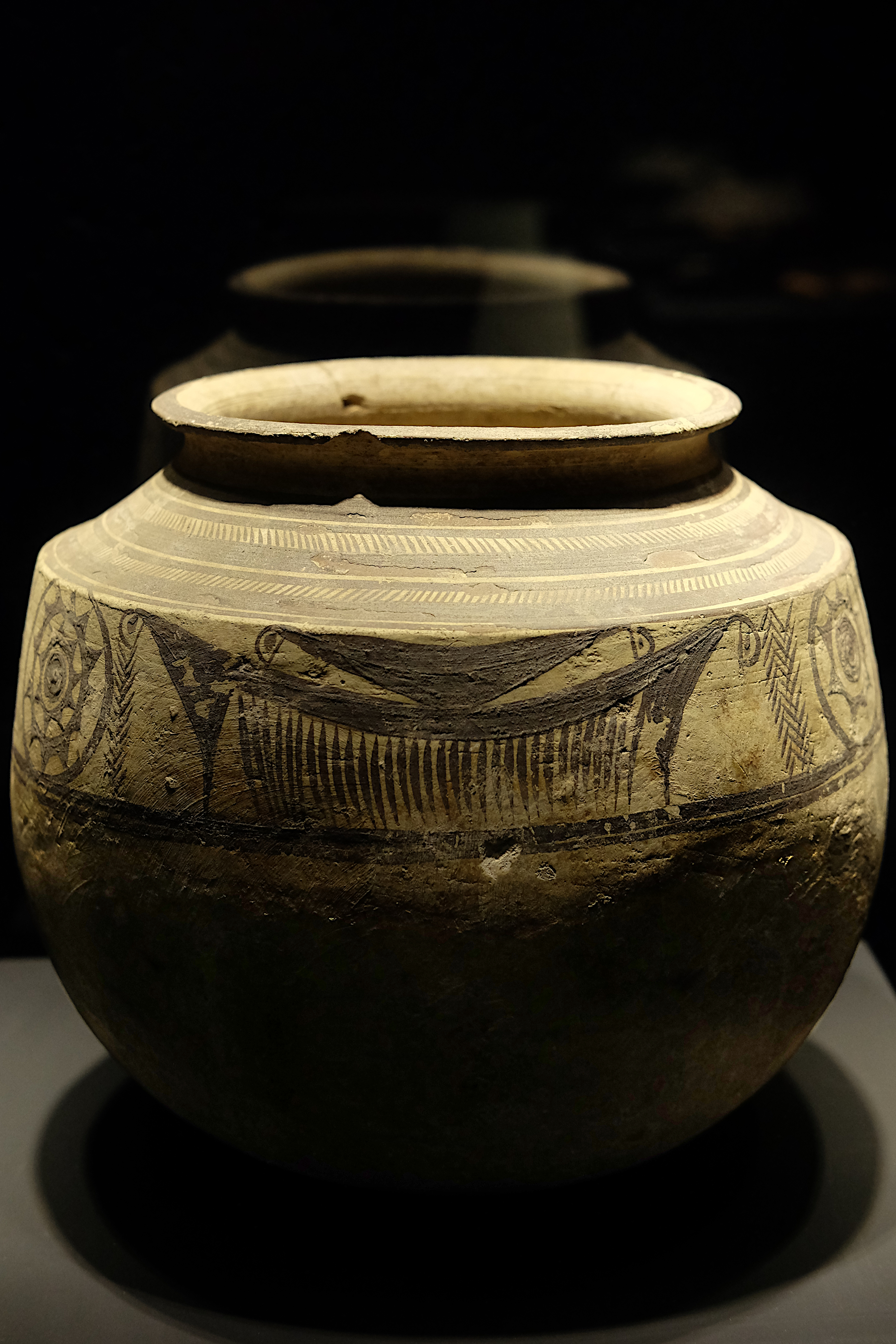
Eine Vorratsdose aus der Schicht Tepe Giyan IV (Ende 3./Anfang 2. Jahrtausend v. Chr.) aus den Königlichen Museen für Kunst und Geschichte in Brüssel.

Tepe Giyan, auch Tepe Gyan, ist eine archäologische Stätte im Hochland des zentralen Zāgros-Gebirges in der iranischen Provinz Hamadan. Der Hügel liegt heute innerhalb des Ortes Giyan etwa 10 km südöstlich von Nehawand. Der Hügel ist im Durchmesser 350 m lang und 19 m hoch.
Es ist vor allem für eine Nekropole mit 121 Gräbern bekannt. Im Jahr 2011 entdeckte das archäologische Team um Ali Khaksar das Grab (Grab Nr. 123) eines etwa 40-jährigen Mannes, der an den Wangen und Knien operiert worden war. Tepe Giyan weist Ähnlichkeiten mit der Stätte Tappe Sialk 300 km weiter östlich auf, und ihre ältesten Keramiken stammen ebenfalls aus der Obed-Zeit in Mesopotamien.

## Stratigrafie
Zu Beginn der Erfassung der Stratigraphie wurde der Siedlungshügel 1931/1932 von den Franzosen Georges Contenau und Roman Ghirshman mit Unterstützung der École du Louvre ausgegraben. Es wurden fünf Siedlungsschichten identifiziert, die einen Zeitraum von Mitte des 5. Jahrtausends bis zum 1. Jahrtausend v. Chr. (Kupfersteinzeit bis zur Eisenzeit) umfassen. Die älteren drei Schichten enthalten Siedlungsspuren, während die zwei obersten nur aus Gräbern besteht.
Die älteste Phase Giyan V (6.-4. Jahrtausend v. Chr.) zeigt keine größeren Spuren von Architektur. Die gefundene Töpferware kann man mit den Stufen II und III von Tappe Sialk vergleichen. Phase Giyan V kann man in A–D unterteilen, wobei Giyan V D Gräber der nächstjüngeren Phase IV und anscheinend Einflüsse der Ḥeṣār-Kultur enthält. Phase V B zeigt Bauten aus Stampflehm, die teilweise ein steinernes Fundament hatten.
Die Phase von Giyan IV (Ende 3. Jahrtausend, Anfang 2. Jahrtausend v. Chr.) erscheint nach einem längeren Hiatus und liefert Keramiken in Hülle und Fülle. Die Gefäße der Schicht IV, als „Nihavand-Ware“ bezeichnete charakteristische Keramik, verfügen häufig über einen bemalten Hals und Schultern, die mit einem Kamm-Muster bzw. stark stilisierten Vögeln (Vogelpaare mit kammförmig ausgebreiteten Flügeln) neben Zickzack-Bändern (Sägezahnmustern) und Streifendekor versehen sind.
Die Phase III datiert in den Zeitraum 2000/1900 – 1600 v. Chr. mit bestimmten Keramikarten.
Die Phase von Tepe Giyan I (1400 – 1100 v. Chr.) zeigt, dass Eisen an dieser Stelle und in den Gebieten Persiens im Allgemeinen zu dieser Zeit noch ziemlich knapp war. Nur wenige Dolche, Speer- und Pfeilspitzen, Ringe und Armbänder wurden gefunden.